# 김용찬 (축구 선수)
김용찬(한국 한자: 金容燦, 1990년 4월 8일 ~ )은 대한민국의 축구 선수이다.